# Mañana te cuento
Mañana te cuento es una película erótica y de comedia peruana de 2005 dirigida por Eduardo Mendoza de Echave.
Su elenco incluye a Jason Day, Bruno Ascenzo, José Manuel Peláez y Melania Urbina.
Una secuela titulada Mañana te cuento 2 se estrenó en 2008.

## Argumento
Es la noche de Halloween y del Día de la Canción Criolla en la ciudad de Lima, cuatro jóvenes de 17 años (Manuel, Juan Diego, el gordo y Efraín) han decidido salir de juerga. Tras una serie de sucesos desafortunados (son asaltados por hombres disfrazados de los Simpson y luego detenidos por policías que les cobran una alta coima), regresarán a la casa de Juan Diego (Jason Day).
Aprovechando la ausencia de sus padres, surge la idea de contratar a unas prostitutas para hacer debutar sexualmente a Manuel (Bruno Ascenzo): Karen (Milene Vázquez), Gabriela (Angie Jibaja) y Viviana (Melania Urbina). Pero la noche no saldrá como esperaban, sino todo lo contrario.

## Reparto
- Melania Urbina como Bibiana
- Milene Vázquez como Karen
- Angie Jibaja como Gabriela
- Bruno Ascenzo como Manuel
- Oscar Beltrán como Efraín
- Jason Day como Juan Diego
- José Manuel Peláez como "El Gordo"
- Sandra Vergara como Mari Pilí
- Carolina Cano como Daniela
- Norka Ramírez como Margarita

## Recepción
Mañana te cuento fue una de las películas más taquilleras del cine peruano, alcanzado en total 288 242 espectadores. Fue nominada a los Premios Luces 2005 por El Comercio.
Esto motivó la filmación de una secuela, Mañana te cuento 2, estrenada en 2008 y ocurre cuatro años después de los eventos principales.